# Nicolae Hortolomei
Nicolae Hortolomei (né le 27 novembre 1885, Huși, Royaume de Roumanie - décédé le 3 janvier 1961, Bucarest, République Populaire Roumaine) est un chirurgien roumain, professeur à la Faculté de Médecine de Iași et à la Faculté de Médecine de Bucarest, membre (1948) de l'Académie roumaine et ministre de la santé (1939-1940).

## Biographie
Nicolae Hortolomei suivit les études secondaires et, ensuite, celles de médecine à Iași. Intéressé par l'anatomie, il commença à travailler dans le laboratoire de l'Institut d'Anatomie de la Faculté de Médecine de Iași. En 1909 il obtint son doctorat en médecine et en chirurgie avec la thèse intitulée «L'absence congénitale du tibia» sous la direction du professeur Ernest Juvara. Après un bref passage comme  médecin de campagne dans le village d'Oancea, dans le Département de Galatz, il intégra par concours, en 1911, le service de maladies génito-urinaires de l’hôpital Saint Spyridon de Iași, et ensuite fut nommé assistant dans la clinique chirurgicale dirigée par Ernest Juvara et, plus tard, par Amza Jianu, entamant ainsi une riche carrière universitaire.
Nicolae Hortolomei a suivi une spécialisation en urologie à Paris, chez le professeur F. Leguen à l'hôpital Necker. Pendant la Première Guerre mondiale il intégra le corps des médecins militaires et participa, avec Iacob Iacobovici (ro), à l'organisation des hôpitaux de campagne en Moldavie. 
À la fin de la guerre, après l'union avec la République démocratique moldave et la formation de la Grande Roumanie, Nicolae Hortolomei fut nommé chef du département de chirurgie de l'hôpital de Chișinău. En 1920 il revint à Iași et fut nommé professeur de chirurgie à la Faculté de médecine, successeur du professeur Amza Jianu transféré à Bucarest. Comme chirurgien il aborda une vaste gamme d'interventions (abdominales, urologiques, génitales, oncologiques) fondée sur des principes physiologiques, étant considéré comme le fondateur de la chirurgie physiologique en Roumanie. En collaboration avec Vladimir Buțureanu il élabora la monographie «La chirurgie gastrique et l'ulcère duodénal» publiée aux éditions Masson à Paris en 1931.
En 1930, il fut nommé chef du service d'urologie de l'hôpital Colentina à Bucarest et, en 1933, il fut transféré dans le service de chirurgie et d'urologie de l'hôpital Colțea et nommé professeur à la faculté de médecine. 
Nicolae Hortolomei a été membre, entre autres, de l'Académie roumaine (1948), de l'Académie française de chirurgie et vice-président de la Société Internationale de Chirurgie. Il a été ministre de la santé du 24 novembre 1939 au 3 juillet 1940 dans deux gouvernements conduits par Gheorghe Tătărescu.
L'activité de Nicolae Hortolomei a été récompensée par le Prix de l'État et des distinctions : la médaille Médecin Émérite, l’Ordre du Travail et l’Ordre de l'Étoile de la République Socialiste de Roumanie première classe. 